# 李亨特冰川
李亨特冰川（英語：Leigh Hunt Glacier），是南極洲的冰川，位於杜費克海岸，全長13公里，最終黑爾峰以西注入布蘭道冰川，由新西蘭探險隊命名，現時由南極條約體系管理。